# 莊鼐
莊鼐（？—17世紀），字調之，青州府莒州人，明朝、南明軍事人物。

## 生平
莊鼐在崇禎年間從軍，累功官至雒口守備後歸鄉。崇禎十七年（1644年）九月，他和曹武生帶領數萬人起義，巡行日照，部下與蘇京、李汝榮交惡，蘇京在安東衛練兵，要求丁胤元殲滅他；而將領都順從他進軍濤雒，適逢會丁耀亢經過，聽聞他的豪俠，連夜到他軍中與邑人安賓王勸止他。罷兵後，他屯駐儲城九仙山，號召兵馬恢復明朝。弘光元年（1645年）二月，他攻打日照、沂水、諸城、沂州，軍隊號稱二十萬，又命令四名武官到南京請求諭示，但馬士英要求賄賂，四人悲憤離去。五月時，他到達海州攻打贛榆，兵勢強大；清朝的柯永盛自膠州來到，九仙山泉突然乾涸，莊鼐軍隊潰散。他自己逃脫，兒子被擒，不屈而死；靈山衛土石山義兵亦散去，很快劉澤清投降清朝，山東的義軍失去支援，沒有倚靠，遭清兵殲滅。
莊鼐嫻習騎射，每箭百發百中，因此計劃到北京放手一搏，遇上多爾袞祭天，他立刻發箭狙擊，卻只射中他的衣紐，其部下大驚搜索。他動作矯健，早已騎著白馬離去，留下刻有「大明將軍莊鼐」的弓箭；清朝朝廷到莊姓的聚居地搜捕，族人害怕，指出族譜並無他的名字才免禍。他因為這次失敗密謀再次刺殺，經常來往京城，行蹤日益神秘。他的侄子莊永齡北上應試，在直隸、山東間的森林遇上他，他給予莊永齡一個籃子，勸勉其不要進取，旋即上馬離去，籃子中只有崇禎甲申曆書和碎金數兩。其後再無莊鼐的音訊，一說他到了湖北，又有說他在浙江中山出家為僧。

## 引用
1. 1 2  錢海岳《南明史·卷三十九·列傳第十五》：莊鼐，字調之，莒州人。崇禎中，從軍，累功官雒口守備歸。十七年九月，與曹武生倡義，眾數萬人，徇日炤。所部與蘇京、李汝榮搆惡，京練兵安東衛，要丁胤元邀擊之，殲其將。鼐乃進兵濤雒，將甘心焉。會丁耀亢道出其地，耳其豪俠，夜入其軍，與邑人安賓王說止之。許罷兵，鼐屯儲城九仙山，號召恢復。弘光元年二月，攻日炤、沂水、諸城、沂州，眾號二十萬，命武弁四人謁南京求箚付。馬士英索賄不應，四人大慟去。五月，鼐至海州，攻贛榆，兵勢甚盛。時清已下山東，柯永盛自膠州至，九仙山泉忽涸，眾潰。鼐跳免，其子被執，不屈死。靈山衛土石山義兵亦散，未幾，劉澤清降清，山東義師失援，無所歸，皆為清兵所殲。
2. ↑  錢海岳《南明史·卷三十九·列傳第十五》：鼐素嫻騎射，發無不中，陰入北京圖一逞。會多爾袞郊天，鼐狙擊之，誤落其衣紐，左右驚起大索。鼐善騰趠，所乘白馬日馳千里，故得從容去。遺矢鐫「大明將軍莊鼐」字，清名捕急，族人匈懼，以譜無鼐名，始免禍。鼐以一擊不中，圖再舉，往來畿甸，伺隙而動。又避緹騎耳目，日輒塗易馬色，行蹤益祕。其從子永齡應試北上，遇之直、魯間大林中，投以一筐，戒毋進取，旋上馬去，胠其筐中崇禎甲申曆書及斷金數兩而已。其後音耗頓絕，或曰入楚，或云為僧浙江中山。